# Biografielijst Mj

## Mja

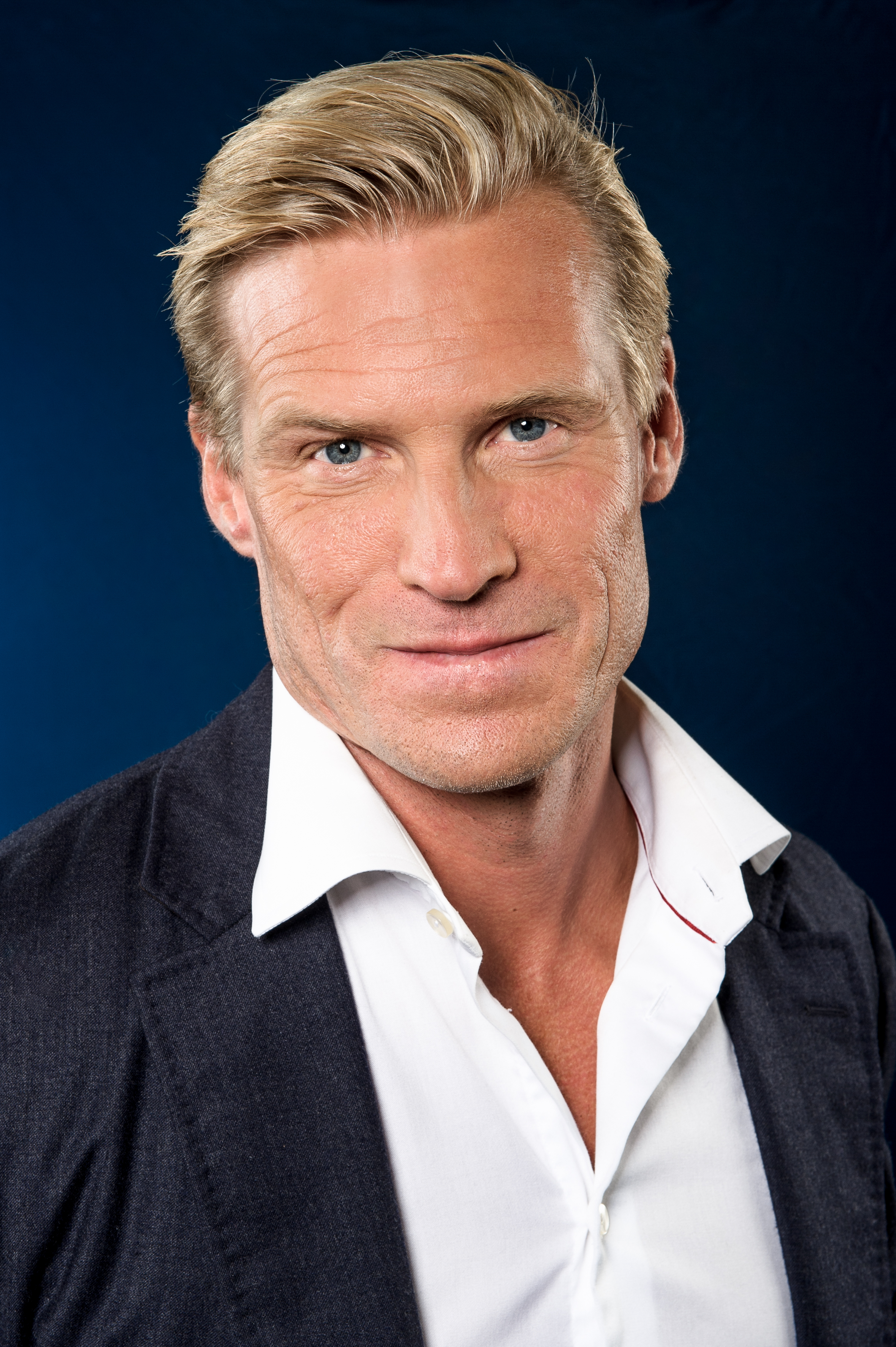
Johan Mjällby

- Johan Mjällby (1971), Zweeds voetballer
- Nikolaj Mjaskovski (1881-1950), Russisch componist